# Tranzyt (astronomia)

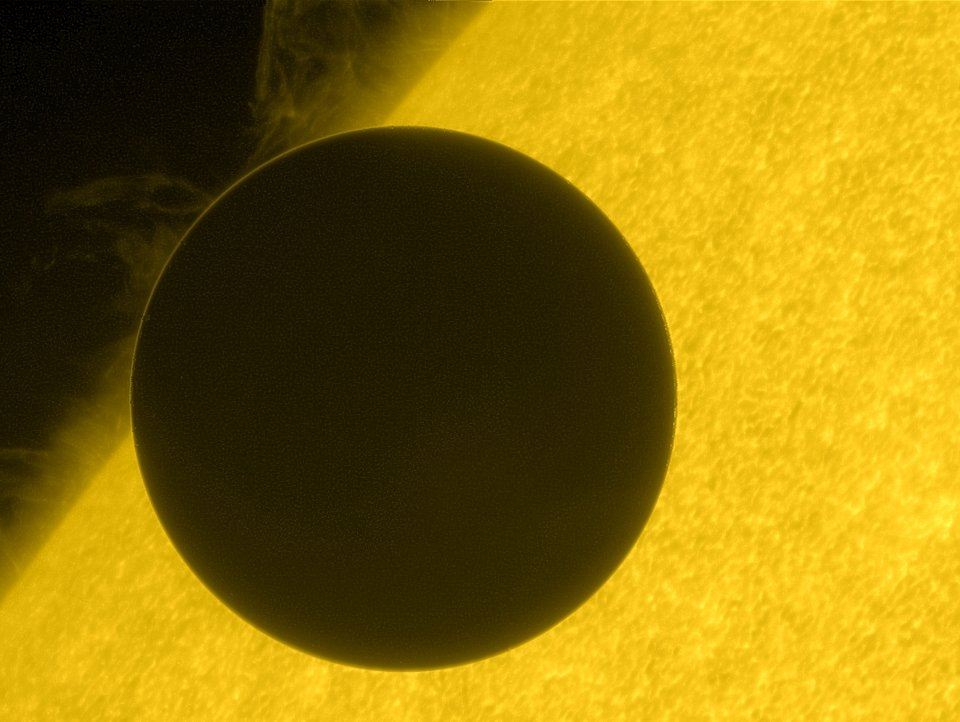
Tranzyt Wenus przed tarczą słoneczną w 2012 roku, uwieczniony przez kamerę sondy Hinode

Tranzyt ma w astronomii dwa znaczenia:
- przejście jednego ciała niebieskiego przez tarczę drugiego ciała niebieskiego, obserwowane wówczas, gdy oba ciała i obserwator znajdą się na jednej linii (tranzyt astronomiczny tarczowy).
- przejście ciała niebieskiego przez południk w połowie drogi między swoim wschodem a zachodem. W tym znaczeniu tranzyt Słońca dokonuje się w południe (tranzyt astronomiczny południkowy).

Pierwsze ze znaczeń jest używane częściej.

## Obserwacje tranzytów

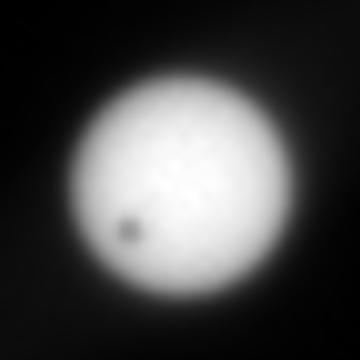
Tranzyt Deimosa przez tarczę Słońca obserwowany z powierzchni Marsa 4 marca 2004 przez łazik Opportunity

Tranzyt następuje wówczas, gdy tarcza bliższego obiektu wydaje się mniejsza (ma mniejszy rozmiar kątowy) od tarczy obiektu dalszego. Z Ziemi można obserwować przejścia Merkurego i Wenus na tle tarczy Słońca, nigdy zaś nie zobaczymy tranzytu żadnej z planet górnych. Także satelity ciał niebieskich dokonują przez nie tranzytów, takich jak na przykład tranzyt Io przez tarczę Jowisza obserwowany z sondy Cassini-Huygens. Możliwe jest również zjawisko tranzytu planetoidy bliskiej Ziemi przed tarczą Księżyca, przed tarczą Słońca albo przed tarczą jakiejś planety, jednak są to zjawiska rzadkie lub trudne do zaobserwowania.
Tranzyty są również obserwowane w pozasłonecznych układach planetarnych, jako spadek jasności gwiazdy, kiedy masywna planeta przesłania częściowo jej światło. Pierwszy raz udało się zaobserwować to zjawisko w 1999 roku, w przypadku planety HD 209458 b. Obecnie obserwacje tranzytów są jedną z najskuteczniejszych metod wykrywania planet.
Obserwacje zmian widma gwiazdy w trakcie tranzytu, zachodzących na skutek efektu Rossitera-McLaughlina, mogą dostarczyć dodatkowych wiadomości – o kierunku tranzytu, a nawet pod jakim kątem nachylona jest orbita ciała zaćmiewającego.
Także częściowe i obrączkowe zaćmienia Słońca są typem tranzytu.
Tranzyty mogą służyć do pomiaru wielu wartości, z czego najbardziej znane to historyczne wyznaczenie bezwzględnej odległości Ziemi od Słońca (jednostka astronomiczna), na podstawie obserwacji czasu i trasy tranzytu Wenus na tle tarczy Słońca z dwóch długości geograficznych na tym samym południku. Pierwszą taką próbę pomiaru wykonał Jeremiah Horrocks w czasie tranzytu Wenus w 1639 roku (tranzyt z roku 1631 nie był widoczny z Europy). Z uwagi na brak sprzętu i nieprzygotowanie nie udało się jednak wyliczyć dokładnej odległości. Inna (dokładniejsza) metoda (zaproponowana przez James Gregory w 1663, oraz popierana przez Edmunda Halleya) polega na pomiarze par tranzytów tej samej planety (tranzyty występują parami, ale tylko średnio jedna para na stulecie). Pierwszy taki pomiar wykonano w czasie tranzytów w 6 czerwca 1761 oraz 3-4 czerwca 1769 roku. Halley przygotował dokładny plan, jak należy obserwować tranzyt aby dokładność była jak największa (następna okazja byłaby za 120 lat w roku 1874 oraz 1882). W tym czasie trwała wojna siedmioletnia, a wielu astronomów za te pomiary przypłaciło życiem. Na podstawie tych samych danych w 1771 francuskiemu astronomowi Jérôme Lalande udało się oszacować odległość na 153 ± 1 mln km, a w roku 1891 na podstawie tych samych danych wyliczono na 149,7 ± 0,9 mln km. Na podstawie precyzyjnych obserwacji z roku 1874 i 1882, wyliczono 149,59 ± 0,31 mln km. Dopiero w dwudziestym wieku użyto bezpośrednich pomiarów radarowych do poprawy tych wartości (na 149 597 870,691 ± 0,030 km).

### Tranzyty wielokrotne

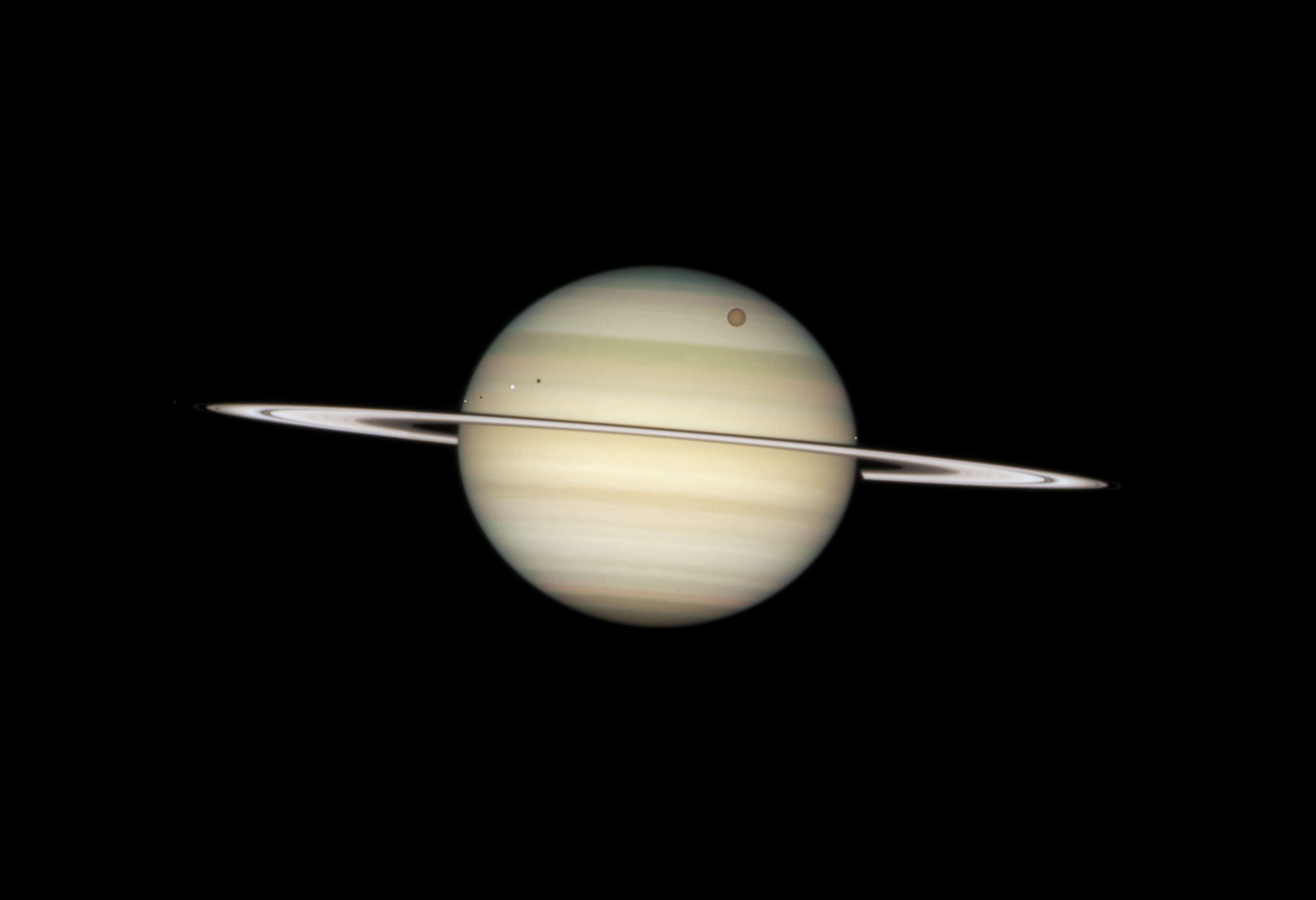
Równoczesny tranzyt Enceladusa, Dione, Tytana i Mimasa przed tarczą Saturna, uchwycony przez Kosmiczny Teleskop Hubble'a; widoczne są cienie księżyców

Tranzyty, podobnie jak zaćmienia czy okultacje, są dosyć rzadkimi zjawiskami. Jeszcze rzadsze są sytuacje, w których jednocześnie zachodzą dwa takie zjawiska. Najbliższy równoczesny tranzyt Merkurego i Wenus widziany z Ziemi nastąpi 26 czerwca 69163 roku. Prawie równoczesny tranzyt nastąpi 17 września 13425 roku.
Inne ciekawe zjawisko to tranzyt w trakcie zaćmienia Słońca. Najbliższe takie wydarzenie to tranzyt Merkurego w czasie częściowego zaćmienia Słońca, 5 czerwca 6757 roku.
Występują również równoczesne tranzyty planet wewnętrznych i sztucznych satelitów Ziemi. Np. 8 lipca 2008, w bardzo wąskim pasie (mniej niż 500 metrów), przez około jedną sekundę (z danego miejsca na Ziemi) w pewnych miejscach Europy dało się zaobserwować równoczesny tranzyt stacji kosmicznej ISS oraz Wenus na tle Słońca, oraz trzecie zjawisko, czyli przejście ISS na tle Wenus (gdy ta przechodzi na tle Słońca). Zjawisko trwało kilka milisekund.